# Jean-Baptiste Kléber

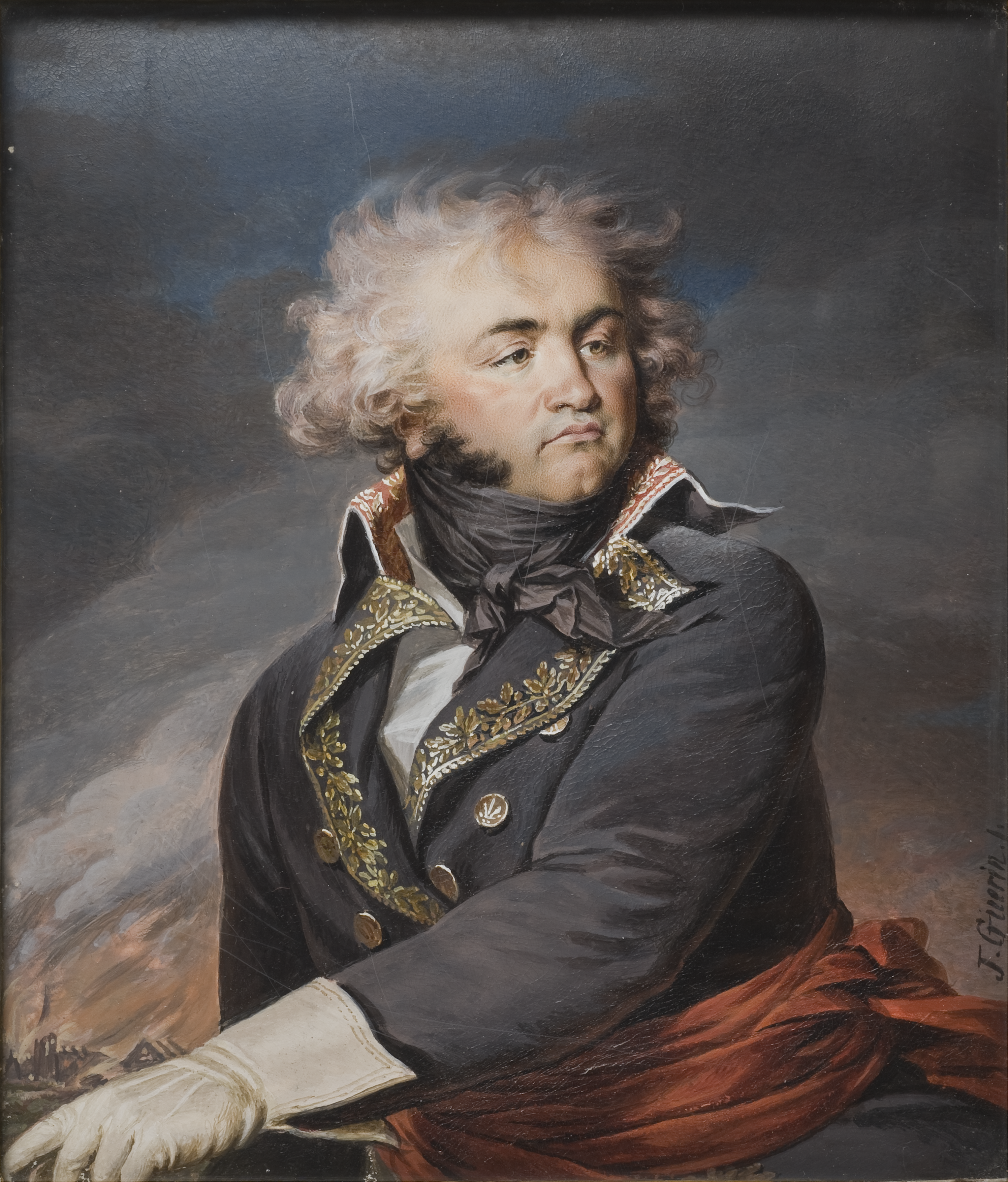
Gen. Jean-Baptiste Kléber (mal. Jean-Baptiste Paulin Guérin)

Jean-Baptiste Kléber (ur. 9 marca 1753 w Strasburgu, zm. 14 czerwca 1800 w Kairze) – francuski generał.

## Życiorys
Urodził się w ubogiej rodzinie. Jego ojciec był ogrodnikiem kardynała de Rohan, arcybiskupa Strasburga.
Kléber syn pragnął zostać architektem i w tym celu udał się do Paryża, by pobierać nauki u Jeana François Chalgrina. Z powodu problemów finansowych musiał jednak przerwać studia i wrócił do swojego rodzinnego miasta. W 1777 roku wstępuje do szkoły wojskowej w Monachium. Umożliwia mu to rozpoczęcie kariery wojskowej w armii cesarskiej. W 1785 roku uzyskał stopień podporucznika. Nie widząc sensu w dalszej służbie, wraca do kraju. Po rozpoczęciu rewolucji zostaje dowódcą jednostki gwardii narodowej powołanej w 1789 roku. Kléber znalazł się w armii rewolucyjnej kierowanej przez La Fayetta, a potem, po udziale w ofensywie nad Renem, został oddelegowany do Moguncji i zajął się jej fortyfikowaniem. Gdy pozycja ta została zajęta przez Prusaków, dowódcę obrony gen. Custine stracono, a Klébera aresztowano. Jednakże, dzięki posiadaniu dobrej opinii, nie tylko został uniewinniony, ale też szybko awansował. W 1793 w stopniu generała brygady wysłano go do burzącej się Wandei i objął dowództwo Armii Wybrzeży Brestu. Ze swoimi oddziałami ruszył na południe od Loary, by tłumić powstanie. Rozbił powstańców pod Cholet i w innych starciach. Sukcesy stają się kolejnym stopniem kariery, mianowany generałem dywizji przechodzi do Armii Północy, później Sambry i Mozy. Pod dowództwem gen. Jourdana 26 czerwca 1794 walczy w bitwie pod Fleurus, po której armia zajmuje Belgię i wkracza do Holandii. Sam Kléber wyróżnia się przy zdobyciu Maastrichtu. Pobity wróg zostaje wyparty za Ren, Francuzi zajmują Kolonię i Bonn, a Prusy wycofują się z wojny. W styczniu 1795 roku Kléber kolejny raz w życiu staje pod Moguncją. Tym razem dowodzi oblężeniem. Ale końca wojny nie widać. Austria rusza z nową ofensywą, która przynosi im kolejne sukcesy. W 1796 roku arcyksiążę Karol bije Jourdana pod Ambergiem i Würzburgiem. Mimo pewnych sukcesów Klébera 19 września pod Altenkirchen, armie francuskie wycofują się za Ren.
Po wygraniu kampanii włoskiej. Napoleon zaczął przygotowania do wyprawy egipskiej dzięki czemu Kléber, zwróciwszy uwagę Napoleona stał się jednym z ważniejszych oficerów Armii Egiptu. Ostatecznie flota ruszyła 19 maja 1798 roku. Kléber znajdował się na pokładzie "Franklina", z którego zsiadł 30 czerwca, by stanowić prawe skrzydło lądującej armii. W czasie marszu na Aleksandrię oddziały Klébera szły w centrum w towarzystwie Bonapartego i jego sztabu. 2 lipca, mając wyznaczony kierunek na kolumnę Pompejusza, ruszył do szturmu, który dla niego osobicie skończył się raną w czasie forsowania muru. Jako że nie mógł maszerować dalej, mianowano go dowódcą garnizonu Aleksandrii i funkcję tę pełnił do 21 października, kiedy zjawił się w Kairze. W 1799 roku ruszyła wyprawa do Syrii, w której Kléber objął dowództwo dywizji. Przydarzyła mu się przykra przygoda, 23 lutego jego oddziały pobłądziły na pustyni. Wziął udział w bitwie pod Gazą i oblężeniu Akki, w bitwie pod górą Tabor odegrał decydującą rolę. W czasie odwrotu do Egiptu dowodził ariergardą, po czym został skierowany do Damietty. Został z niej wezwany pod Abukir, ale przybył po bitwie. Niedługo po tym Kléber przejął dowództwo wszystkich oddziałów francuskich w Egipcie. 20 marca 1800 roku armia Klébera pokonała wojska tureckie w bitwie pod Heliopolis. 14 czerwca 1800 r. Kléber został zasztyletowany przez Suleimana El-Halaby, studenta mieszkającego w Egipcie.
Ciało generała wróciło do Francji wraz z resztkami Armii Egiptu. Początkowo spoczywało w twierdzy If na małej wysepce na Morzu Śródziemnym u wybrzeży Marsylii, ale w 1818 roku sprowadzono je do Strasburga.